# Kurt Joussen
Kurt Joussen (* 11. April 1912 in Gladbeck; † 11. September 2002) war ein deutscher Mediziner und Vorsitzender des Hartmannbundes (Verband der Ärzte Deutschlands e. V.).

## Werdegang
Nach dem Abitur in Bottrop studierte Joussen an den Universitäten Tübingen, Münster, Hamburg und Berlin Humanmedizin. Seit 1932 war er Mitglied der katholischen Studentenverbindung AV Guestfalia Tübingen. 1937 schloss er das Studium mit dem Staatsexamen in Tübingen ab und promovierte im selben Jahr in Münster. Während des Zweiten Weltkriegs war er als Regiments- und Stabsarzt tätig.
Von 1947 bis 1987 war er als praktischer Arzt beziehungsweise als Knappschaftsarzt in Bottrop tätig. 1950 wurde er zum Landesvorsitzenden Westfalen-Lippe des Hartmannbundes und in dessen geschäftsführenden Vorstand auf Bundesebene gewählt. Beide Ämter übte er bis 1968 aus. Auf Bundesebene wurde Joussen 1963 zum stellvertretenden Vorsitzenden und 1965 zum Vorsitzenden gewählt. Des Weiteren war er von 1948 bis 1956 Mitglied des Stadtrats von Bottrop und von 1962 bis 1970 Vorsitzender des Gesundheitsausschusses der CDU Westfalen-Lippe.
Joussen wurde 1989 als Vorsitzender des Ausschusses „Senioren“ erneut im Hartmannbund aktiv und war einer der Mitbegründer der Bundesarbeitsgemeinschaft der Seniorenorganisationen sowie von 1991 bis 1998 deren stellvertretender Vorsitzender.

## Ehrungen
1996 wurde Joussen das Bundesverdienstkreuz I. Klasse verliehen.